# Sebastian (Texas)
Pour les articles homonymes, voir Sebastian.
Sebastian est une census-designated place située dans le comté de Willacy, dans l'État du Texas, aux États-Unis.

## Géographie
Sebastian se trouve dans l'extrême sud de l'État, à la limite avec le comté de Cameron, lui-même limitrophe du Mexique et du golfe du Mexique.

## Démographie
D’après le recensement de 2000, la localité compte 1 864 habitants, 535 habitations et 438 familles résidentes. La densité de population est de 431 hab./km2. L'âge moyen est de 28 ans.